# Epeu (fill de Panopeu)
Epeu (en grec antic Ἐπειός), segons la mitologia grega va ser un heroi grec, fill de Panopeu.
Va participar en la guerra de Troia, a la que va anar amb un contingent de trenta naus. No era un guerrer gaire valerós i es distingí sobretot en el combat de boxa celebrat en els Jocs Fúnebres en honor de Patrocle, però no va guanyar en el llançament de disc. El seu mèrit principal va ser la construcció del cavall de fusta que serví per a l'assalt final de la ciutat de Troia.
En el viatge de retorn, Epeu, separat del seu cap de files, Nèstor, va anar a parar a Itàlia, on fundà la ciutat de Metapont. Allà consagrà a Atena les eines que havia usat per bastir el cavall de la victòria.
Una altra tradició el fa fundador de Pisa, a la Itàlia central. La tempesta havia emès Epeu a la costa italiana i va desembarcar. Les captives troianes que duia com a botí van incendiar les naus. Sense esperança de tornar a la seva pàtria, l'heroi i els seus companys van fundar la ciutat de Pisa, nom que li van posar per la vila homònima a l'Èlida.
S'atribueix a Epeu la construcció d'una estàtua miraculosa d'Hermes, que s'adorava a Enos, a Tràcia. Aquest Hermes havia estat esculpit a Troia i la crescuda del riu Escamandre, quan aquest riu va voler aturar Aquil·les, se la va emportar. D'allí va arribar a les platges d'Enos, on uns pescadors van atrapar-la amb una xarxa. Com que l'estàtua era de fusta, en van voler fer llenya, però no van aconseguir fer-li res amb la destral. La van llençar sencera al foc, però no es va cremar. Espantats, la tornaren al mar, però quan van llençar les xarxes de nou, la van tornar a agafar. Van veure que era una imatge sagrada i li van erigir un santuari. Aquesta llegenda la transmet Cal·límac, en un poema del qual només en resten fragments.